# Strahlenbündel
Unter einem Strahlenbündel versteht man in der geometrischen Optik eine Anzahl von Strahlen (z. B. Licht, Teilchenstrahlung), die genau oder annähernd parallel zueinander verlaufen.
Die Vergenz eines Strahlenbündels kann sein:
- konvergent
- zylindrisch (Vergenz: null)
- divergent.

Bündel werden durch Blenden begrenzt.